# 尼日利亞航空發展86號班機空難
尼日利亞航空發展86號班機空難是尼日利亞航空一班的來回哈科特港國際機場至穆尔塔拉·穆罕默德国际机场定期航班，1996年11月7日，一架波音727客機墜毀於Ejirin，造成144名乘客死亡。